# Ivan Štraus
Pour les articles homonymes, voir Straus.
Ivan Štraus, né le 24 juin 1928 à Kremna dans le district de Zlatibor (district) et mort le 24 août 2018, est un architecte yougoslave puis bosnien, d'origine slovène.

## Biographie

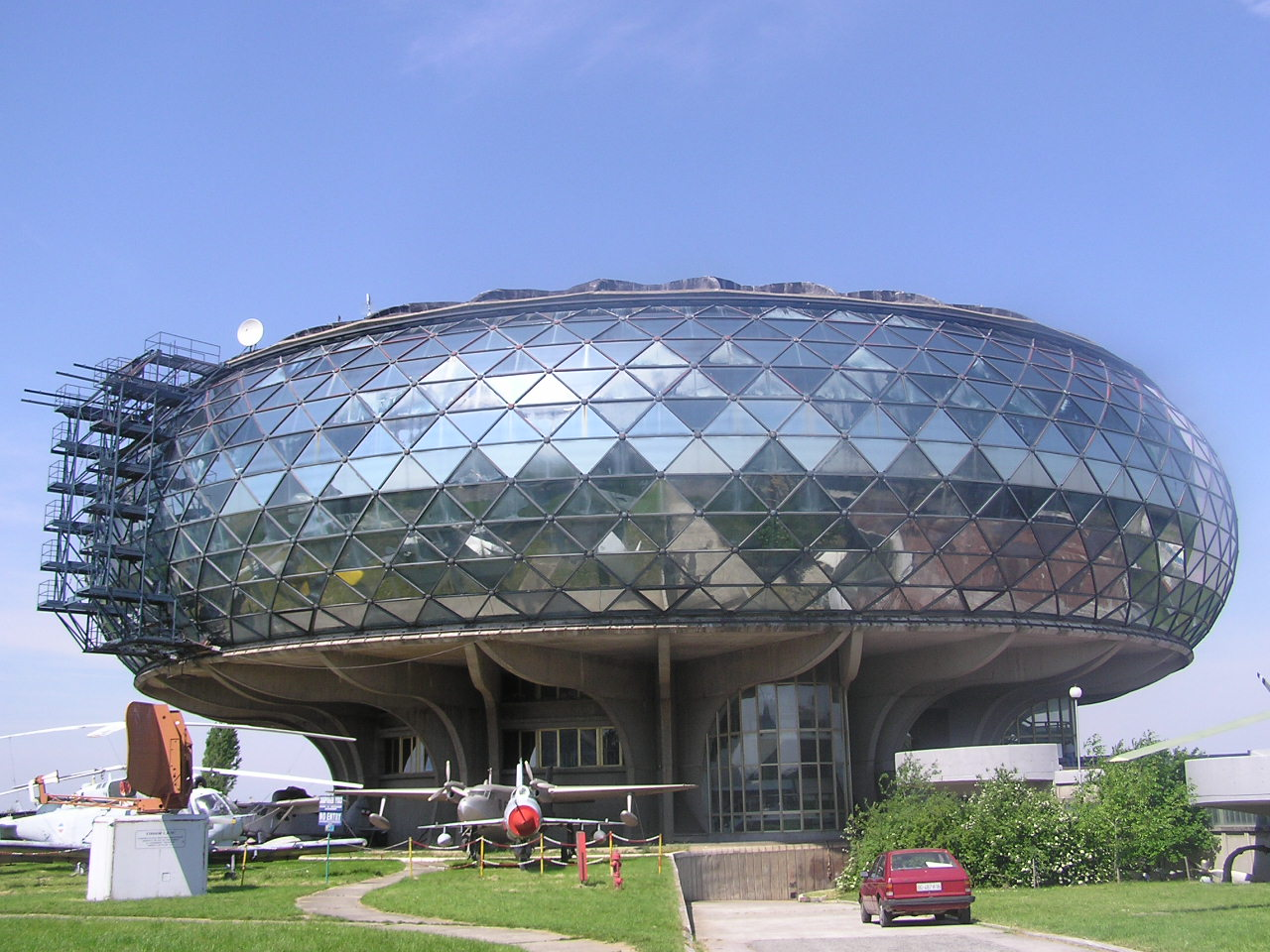
Le Musée de l'aviation de Belgrade (1989).

Ivan Štraus commença ses études d'architecture à l'université de Zagreb en 1947 ; il les acheva à la Faculté de technologie de l'université de Sarajevo où il enseigna comme assistant. De 1959 à 1961 puis de 1965 à 1984, il travailla pour le bureau « Arhitekt » à Sarajevo. 
En tant qu'architecte, Štraus construisit l'hôtel « Holiday Inn » de Sarajevo (1983), les tours UNIS à Sarajevo (1986), le bâtiment de l'Électrodistribution BiH (1978) ou encore le Musée de l'aviation de Belgrade, etc.

## Prix et honneurs
- Premier prix pour la Poste et le ministère de la Poste à Addis-Abeba (en collaboration avec l'architecte Zdravko Kovacevic) en 1964 ;
- Premier prix pour l'Opéra à Sofia (Bulgarie) (en collaboration avec l'architecte Halid Muhasilovic) en 1973 ;
- Premier prix pour une mosquée à Oran (Algérie) en 1985 ;

- Membre de l'Académie des sciences et des arts de Bosnie-Herzégovine (1984) ;
- Membre étranger de l'Académie serbe des sciences et des arts (2012).